# Anubis (raketa)
Raketa Anubis je suborbitální jednostupňová nosná raketa vyvíjená v České republice. Je určena zejména pro vědecké experimenty a testy ve vesmírných podmínkách.
Tato 7,5 m vysoká raketa s průměrem 0,4 m má být opakovaně použitelná, čímž bude cenově dostupnější a umožní tak testování malých družic, kosmických technologií a experimentů širšímu spektru zájemců. Při nosnosti 50–75 kg by měla do výšky kolem 100 km vynést kilogram nákladu levněji, než kterákoli současná nosná raketa. Hovoří se o ceně asi 4500 eur/kg, což by v přepočtu znamenalo asi 116 000 Kč za kilogram. Podle konstruktérů rakety se jedná o nejekonomičtější raketu na světě, neboť je v první řadě určena ke komerčnímu využití.

## Historie
Plán na vytvoření suborbitální rakety, tedy rakety, která nedosáhne oběžné dráhy, ale překoná nebo se přiblíží hranici vesmíru, přišel 30. ledna 2019. Na vývoji rakety se má podílet startupová firma Suborbitality, za níž stojí inženýři Hamed Gamal z Egypta a David Hubert z USA, a český podnikatelský inkubátor ESA BIC Prague (European Space Agency Business Incubation Centre Prague), který je jedním z inkubátorů Evropské kosmické agentury, do něhož firma Suborbitality vstoupila. Partneři se dohodli na raketě, která by měla být pro snazší dostupnost vyrobena pouze z evropských součástek a materiálů. Montáž a testování rakety se mají provádět v České republice.
Let byl naplánován na červenec 2019. Nakonec se start posunul na zatím neznámé datum. Pokud by se vše podařilo, byla by Česká republika další zemí s vesmírnou raketou.  

## Průběh letu
Raketa po zažehnutí motorů dosáhne výšky 120 km a vydrží 3 minuty v mikrogravitaci. To společně s kosmickým zářením navozuje podmínky podobné těm, které panují ve vesmíru, což umožní provádění potřebných testů a vědeckých experimentů. Během letu budou kontrolní přístroje sledovat vzorky a po přistání bude následovat vyhodnocení testů. Při návratu se oddělí motorová sekce od nákladové. Ve výšce 25 km se na sekcích otevřou padáky. 